# Tramway de l'école de Pyrotechnie

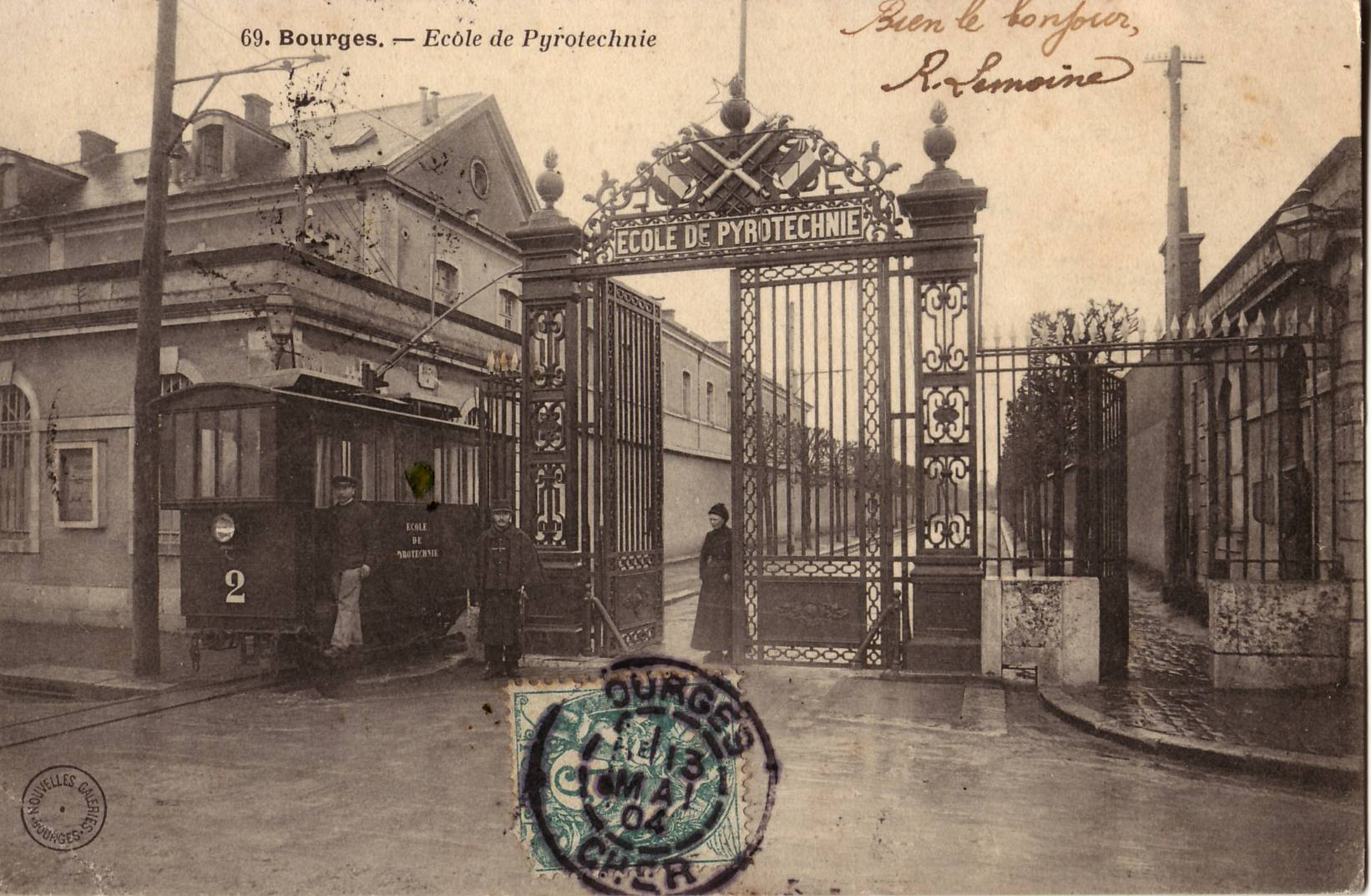
Tramway à voie de 60 cm devant l'école de Pyrotechnie.

Le tramway de l'école de Pyrotechnie est un tramway qui a fonctionné à Bourges entre 1898 et 1961. 

## Description
Il existait sous deux formes :
- une ligne tracée à l'intérieur de l'école et ayant son origine au portail d'entrée de l'école, avenue de la Pyrotechnie. Cette ligne fonctionna entre  1898 et 1915. Elle était électrifiée et construite à l'écartement de 60 cm.
- une ligne lui succédant[1], partant de la place de la Pyrotechnie et se dirigeant vers le sud (porte n°9 de l'école) en empruntant la route de Guerry. Cette ligne fonctionna entre 1915 et 1961. Elle était construite à voie métrique et électrifiée. Sa longueur était de 2,4 km[2].
.

## Matériel roulant
- matériel à voie de 60 cm : 2 motrices ;
- matériel à voie métrique : 5 motrices type H, ex. tramway de Saint-Étienne.